# 애크런 메트로
애크런 메트로(Akron Metro)는 미국 오하이오주 애크런 시를 연고지로 하는 아마추어 축구팀이다. 현재 USL 프리미어 디벨로프먼트 리그 그레이트 레이크 디비전에 뛰고 있다.